# За що нам це?
За що нам це? (фр. Qu'est-ce qu'on a encore fait au Bon Dieu ?; дослівно Чим ми всі знову прогнівили Бога?) — французька кінокомедія 2019 року. Режисер Філіпп де Шоврон. Сценаристи Філіпп де Шоврон і Гі Лоран; продюсери Ромен Ройтман та Гледіс Брукфілд-Гемпсон. Світова прем'єра відбулася 1 січня 2019 року; прем'єра в Україні — 1 липня 2021-го.

## Зміст
Клод і Мари Верней — батьки чотирьох дорослих дочок, які створили інтернаціональні сім'ї. Зятями сімейства стали араб, єврей, китаєць й африканець. Тепер батьків приголомшить новина — про переїзд дочок в іншу країну.
Як уникнути цієї події?

## Знімались
- Крістіан Клав'є
- Шанталь Лобі
- Ері Абіттан
- Меді Садун
- Фредерік Чау
- Ноом Діавара
- Фредерік Бель
- Джулія П'ятон
- Емілі Каєн
- Елоді Фонтан
- Паскаль Н'Зонзі
- Татьяна Рожо
- Клаудія Тагбо
- Жиль Коен